# Ївлі-Мінаре
Ївлі-Мінаре (тур. Yivli Minare, букв. Рифлений мінарет), також Мечеть Ала ад-діна або Велика Мечеть (тур. Ulu Cami) — мечеть і символ міста Анталія в Туреччині. Побудована в 1230 році сельджуцьким султаном Ала-ад-діном Кей-Кубадом I та реконструйована у 1373 році. Мечеть, що відома завдяки своєму мінарету, є одним з найбільш ранніх зразків ісламської архітектури міста. З 2016 року входить до попереднього списку об'єктів Світвої спадщини в Туреччині.